# Asche zu Asche
Pour les articles homonymes, voir Asche.
Singles de Rammstein
Stripped Sonne
Pistes de Herzeleid
Weisses Fleisch Seemann
Asche zu Asche est un single du groupe allemand Rammstein, tiré de leur premier album studio Herzeleid. Bien que l'album date de 1995, ce single est sorti en 2001.

## Performances scéniques
- Lors de l'introduction, le guitariste Paul Landers joue le riff de la chanson, puis le second guitariste Richard Kruspe le rejoint pour ajouter un son plus lourd au riff, le pied sur l'ampli central.
- Pendant le solo de clavier de Christian Lorenz, les deux guitaristes sont accroupis. À la fin du solo de Lorenz, Oliver Riedel joue la basse, et les guitaristes se relèvent pendant que leur pied de micro, auparavant couvert d'aluminium, s'enflamme petit à petit, jusqu'au sommet du micro. Commence alors le dernier refrain énergique chanté avec Till Lindemann, « Asche zu Asche ! Und Staub zu Staub ! » (« De cendres en cendres ! Et de poussière en poussière ! »).

## Pistes
1. Asche zu Asche (Studio Version) - 3:51
2. Spiel mit mir (Live) - 5:22
3. Laichzeit (Live) - 5:14
4. Wollt ihr das Bett in Flammen sehen? (Live) - 5:52
5. Engel (Live) - 5:57
6. Asche zu Asche (Live) - 3:24